# Leonberger
Leonberger – rasa psa zaliczana do grupy molosów w typie górskim, wyhodowana w XIX wieku w Niemczech.

## Rys historyczny
Leonberger należy do molosów typu górskiego. Nazwa rasy związana jest z niemieckim miastem Leonberg (Lwia Góra). Istnieją dwie teorie wyjaśniające powstanie tej rasy. Pierwsza głosi, iż leonbergery mogą być bezpośrednimi potomkami dogów tybetańskich (mastif tybetański), które występowały na terenie Alp już w średniowieczu, co miałyby potwierdzać dokumenty, które mówią, że niemiecka rodzina Metternichów w pierwszej połowie XVII wieku posiadała psy podobne do leonbergerów.
W Niemczech jednak prym wiedzie druga teoria mówiąca, że Heinrich Essig, chcąc rozsławić Lwią Górę na świecie, planował wyhodować psa podobnego wyglądem do lwa, którego wizerunek widnieje w herbie na ratuszu Leonbergu. W latach 30. XIX wieku Essig skrzyżował czarno-białą nowofundlandkę z długowłosym bernardynem. Wiele lat prowadzić miał hodowlę w oparciu o te dwie rasy, następnie dodał krwi pirenejskiego psa górskiego i być może kuvasza. W rezultacie otrzymał protoplastów dzisiejszych leonbergerów.
Większość populacji zginęła jednak podczas długotrwałych wojen, zwłaszcza w czasie II wojny światowej. W 2. połowie XX wieku rasę odbudowano w Niemczech, Wielkiej Brytanii oraz w Ameryce Północnej.

## Wygląd

### Budowa
Jest to bardzo duży pies o mocarnym grzbiecie, z głęboką, owalną klatką piersiową oraz mocnymi, muskularnymi kończynami.

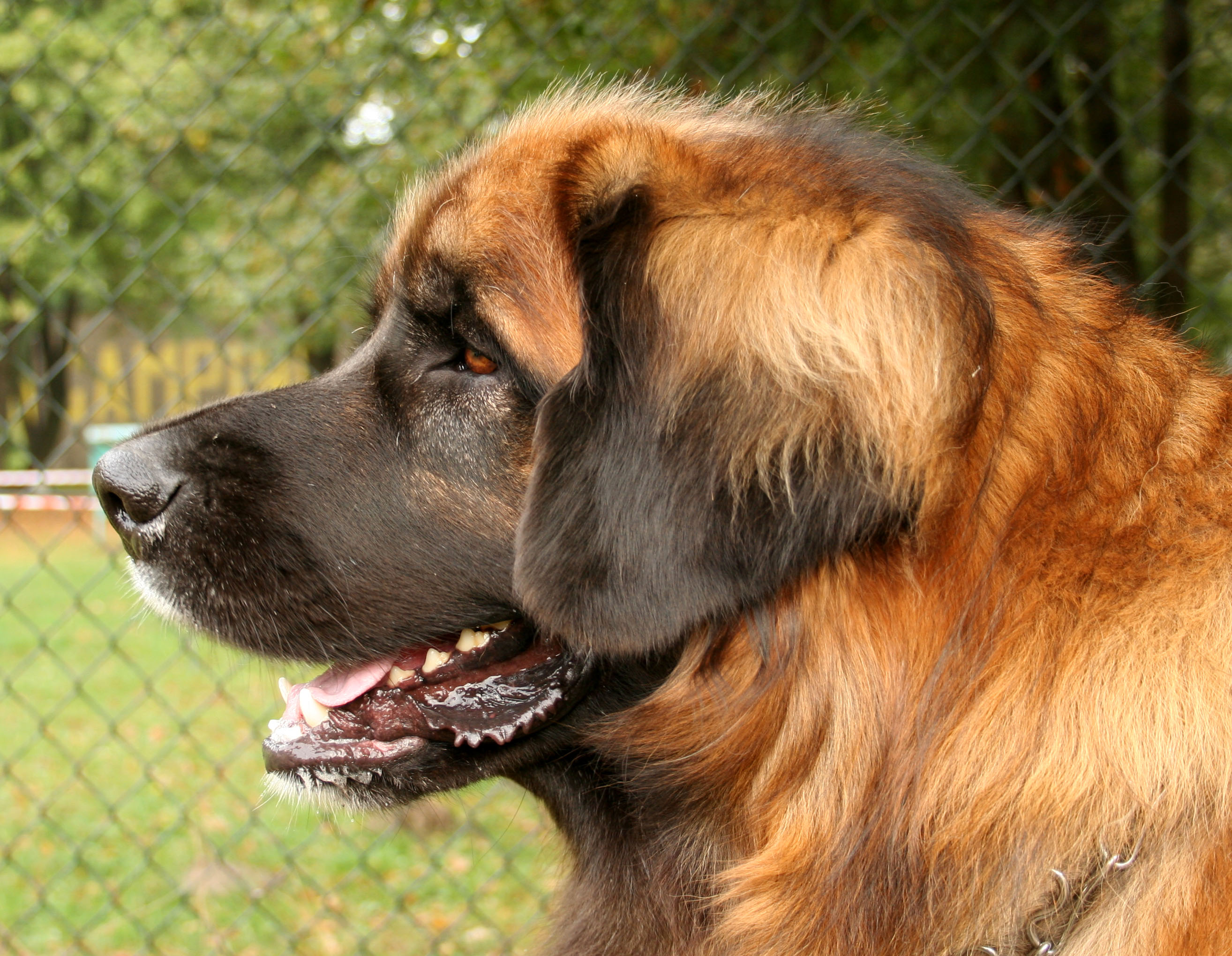
Profil głowy leonbergera

### Szata
Charakterystyka włosia: od średnio miękkiego do stosunkowo twardego, dość długi, przylegający, nigdy nie rozdzielający się, prosty, dopuszczalny lekko falowany. Wszędzie mimo gęstego podszerstka widoczna rzeźba tułowia. Na szyi i klatce piersiowej, szczególnie u psów, tworzy grzywę. Silnie owłosione przednie kończyny, na tylnych tworzą się charakterystyczne portki.

### Umaszczenie
Umaszczenie: lwi żółty, rudy, rudobrązowy, dopuszczalne także piaskowe odcienie (płowożółty, kremowy) i wszelkie kombinacje pomiędzy wymienionymi kolorami; zawsze wymagana czarna maska, dopuszczalne czarne końcówki włosów, czarny nie może jednak tworzyć podstawowej maści. Rozjaśnienia podstawowego koloru na spodniej stronie ogona, na grzywie, na przednich i tylnych kończynach nie mogą być na tyle silne, aby zakłócać harmonię podstawowej barwy. Mała biała plama lub wąska biała linia na piersiach, jak również białe włosy na palcach są tolerowane.

## Zachowanie i charakter
Pies ten charakteryzuje się odwagą, inteligencją, towarzyskością, spokojem, jednak bywa leniwy lub ociężały. Dla najbliższych członków rodziny wybitny towarzysz zabaw na świeżym powietrzu. Źle znosi samotność. Jest psem o wysokim stopniu posłuszeństwa, bez skłonności do agresji. Ze względu na wielkość psa ważna jest socjalizacja szczeniąt ze zwierzętami i ludźmi, oraz przynajmniej podstawowe szkolenie.

## Użytkowość
Pierwotnie pies do obrony, pilnowania dobytku, pies pasterski i do towarzystwa. Dziś jest jednak ceniony głównie jako przyjaciel rodziny i dobry stróż. Znakomicie sprawdza się w pracy węchowej, z powodzeniem pełni funkcję psa ratowniczego i lawinowego.
Oczekiwana długość życia wynosi około 11 lat.

## Zdrowie i pielęgnacja
U leonbergerów bardzo ważne jest prawidłowe żywienie. Młode psy powinny dostawać karmę dla psów olbrzymich, zawierającą substancje wspomagające rozwój stawów (glukozaminę oraz chondroitynę). Dorosłe psy są mniej wymagające, jednak posiłek trzeba rozdzielić co najmniej na dwie porcje i zapewnić spokój po jedzeniu.
Jak większość ras olbrzymich leonberger może być obciążony dysplazją stawów biodrowych oraz skłonnościami do rozszerzenia i skrętu żołądka. Zdarza się także osteochondroza i młodzieńcze zapalenie kości. Może pojawiać się niedoczynność tarczycy, spotykane są wady ustawienia powiek.
Do pielęgnacji należy używać szczotki z metalowymi drucikami, metalowego rzadkiego i gęstego grzebienia, nożyczek. Co dwa tygodnie trzeba wyczesywać martwy włos. Kąpać psa należy w szamponie dla psów miękkowłosych, korzystne jest nakładanie balsamu. Po kąpieli należy wyciąć włos pomiędzy opuszkami łap oraz przyciąć włosy wystające poza palce, skracać najdłuższe włosy pod uszami.

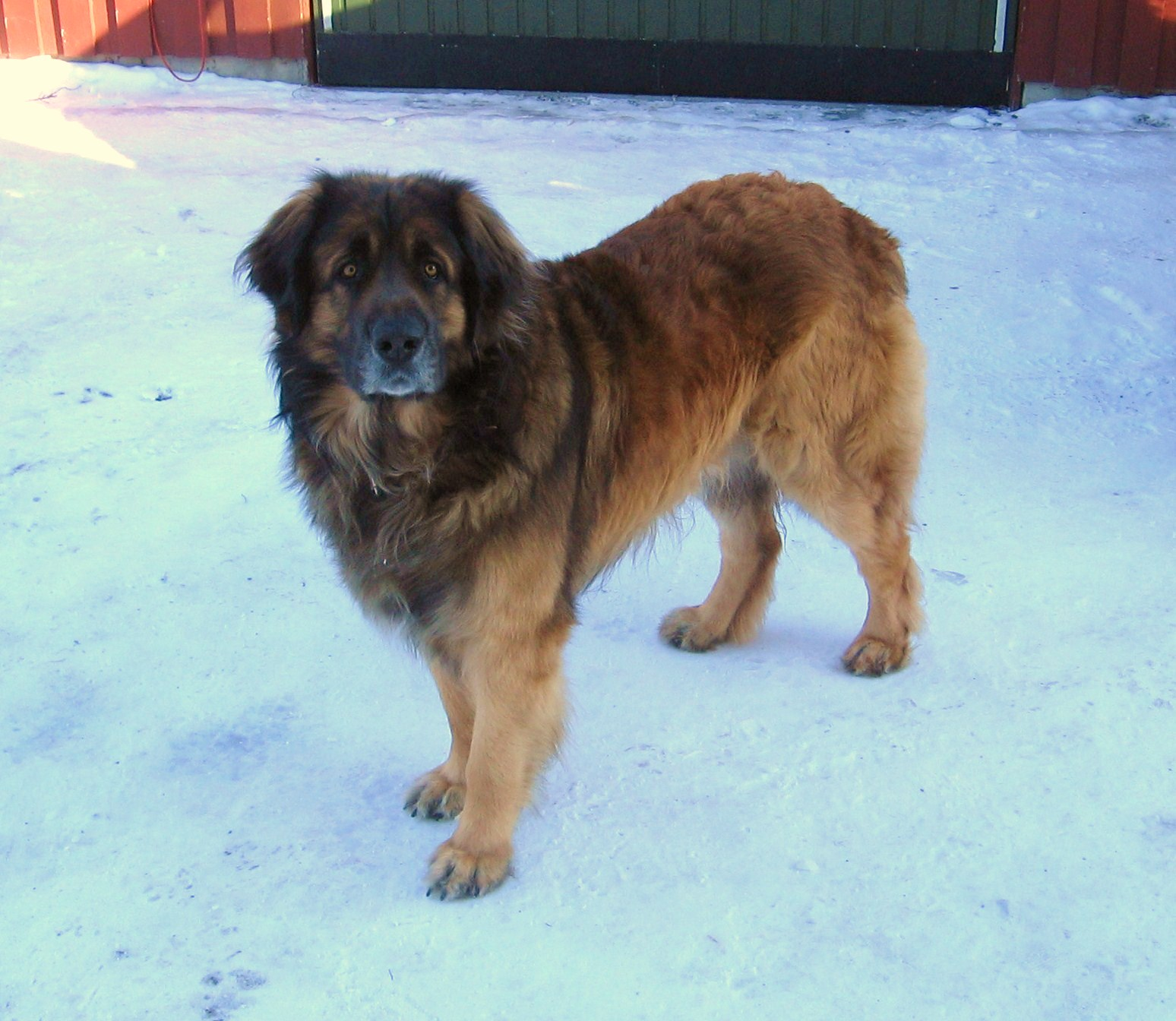

Leonberger ze względu na swoją wielkość powinien mieć miski na stojaku z regulowaną wysokością.

## Popularność
W Polsce jest to rzadko spotykana rasa. W 2022 r. powstał Polski Klub Leonbergera przy ZKwP.

## Klasyfikacja FCI
W klasyfikacji FCI rasa ta została zaliczona do grupy II – Pinczery, sznaucery, molosy i szwajcarskie psy do bydła, sekcja 2.2 – Molosy typu górskiego. Nie podlega próbom pracy.